# Softbol nos Jogos Olímpicos de Verão de 2004
O torneio de softbol nos Jogos Olímpicos de Verão de 2004 realizou-se entre 14 e 23 de agosto no Estádio Olímpico de Softbol em Atenas. Oito equipes disputaram a medalha de ouro, ganha pela equipe dos Estados Unidos.
O softbol é uma modalidade exclusivamente feminina nos Jogos Olímpicos, assim como o nado sincronizado e a ginástica rítmica.

## Resultado final
| Ouro | Prata | Bronze |
| Estados UnidosLeah Amico Laura Berg Crystal Bustos Lisa Fernandez Jennie Finch Tairia Flowers Amanda Freed Lori Hannigan Lovieanne Jung Kelly Kretschman Jessica Mendoza Stacey Nuveman Cat Osterman Jenny Topping Natasha Watley | Austrália Sandra Allen Marissa Carpadios Fiona Crawford Amanda Doman Peta Edebone Tanya Harding Natalie Hodgskin Simmone Morrow Tracey Mosley Stacey Porter Melanie Roche Natalie Titcume Natalie Ward Brooke Wilkins Kerry Wyborn | Japão Emi Inui Kazue Ito Yumi Iwabuchi Masumi Mishina Emi Naito Haruka Saito Hiroko Sakai Naoko Sakamoto Rie Sato Yuki Sato Juri Takayama Yukiko Ueno Reika Utsugi Eri Yamada Noriko Yamaji |

## Primeira fase

### Grupo único
| Equipe         | J | V | D | BP | BC | Pct.  |
| -------------- | - | - | - | -- | -- | ----- |
| Estados Unidos | 7 | 7 | 0 | 41 | 0  | 1.000 |
| Austrália      | 7 | 6 | 1 | 22 | 14 | .857  |
| Japão          | 7 | 4 | 3 | 17 | 8  | .571  |
| China          | 7 | 3 | 4 | 15 | 20 | .429  |
| Canadá         | 7 | 3 | 4 | 6  | 14 | .429  |
| Taiwan         | 7 | 2 | 5 | 3  | 13 | .286  |
| Grécia         | 7 | 2 | 5 | 6  | 24 | .286  |
| Itália         | 7 | 1 | 6 | 8  | 24 | .143  |

| 14 de agosto   |      |                |
| Austrália      | 4–2  | Japão          |
| Itália         | 0–7  | Estados Unidos |
| Taiwan         | 0–2  | Canadá         |
| Grécia         | 0–5  | China          |
| 15 de agosto   |      |                |
| Taiwan         | 0–6  | Japão          |
| Itália         | 7–5  | China          |
| Austrália      | 0–10 | Estados Unidos |
| Canadá         | 0–2  | Grécia         |
| 16 de agosto   |      |                |
| China          | 4–2  | Canadá         |
| Estados Unidos | 3–0  | Japão          |
| Itália         | 1–2  | Grécia         |
| Taiwan         | 0–1  | Austrália      |
| 17 de agosto   |      |                |
| China          | 0–4  | Estados Unidos |
| Canadá         | 1–0  | Japão          |
| Taiwan         | 2–0  | Grécia         |
| Austrália      | 8–0  | Itália         |
| 18 de agosto   |      |                |
| Itália         | 0–1  | Taiwan         |
| Austrália      | 5–0  | China          |
| Canadá         | 0–7  | Estados Unidos |
| Japão          | 6–0  | Grécia         |
| 19 de agosto   |      |                |
| Taiwan         | 0–1  | China          |
| Grécia         | 0–7  | Estados Unidos |
| Itália         | 0–1  | Japão          |
| Austrália      | 1–0  | Canadá         |
| 20 de agosto   |      |                |
| Itália         | 0–1  | Canadá         |
| Taiwan         | 0–3  | Estados Unidos |
| Grécia         | 2–3  | Austrália      |
| China          | 0–2  | Japão          |

## Semifinal
22 de agosto 9:30
| Equipe                               | 1 | 2 | 3 | 4 | 5 | 6 | 7 | 8 |   | R | H | E |
| ------------------------------------ | - | - | - | - | - | - | - | - | - | - | - | - |
| Japão                                | 0 | 0 | 0 | 0 | 0 | 0 | 0 | 1 | 1 | 6 | 0 |   |
| China                                | 0 | 0 | 0 | 0 | 0 | 0 | 0 | 0 | 0 | 3 | 4 |   |
| W: Yukiko Ueno (2-2) L: Lu Wei (2-3) |   |   |   |   |   |   |   |   |   |   |   |   |
| Home Run                             |   |   |   |   |   |   |   |   |   |   |   |   |
| nenhum                               |   |   |   |   |   |   |   |   |   |   |   |   |

22 de agosto 12:20
| Equipe                                         | 1 | 2 | 3 | 4 | 5 | 6 | 7 |   | R | H | E |
| ---------------------------------------------- | - | - | - | - | - | - | - | - | - | - | - |
| Austrália                                      | 0 | 0 | 0 | 0 | 0 | 0 | 0 | 0 | 3 | 0 |   |
| Estados Unidos                                 | 0 | 0 | 0 | 1 | 3 | 1 | x | 5 | 8 | 0 |   |
| W: Lisa Fernandez (3-0) L: Melanie Roche (3-1) |   |   |   |   |   |   |   |   |   |   |   |
| Home Run                                       |   |   |   |   |   |   |   |   |   |   |   |
| USA: K. Kretschman na 6ª corrida, 1 RBI        |   |   |   |   |   |   |   |   |   |   |   |

## Final
22 de agosto 17:00
| Austrália                                     | 0 | 0 | 0 | 0 | 3 | 0 | 0 | 3 | 4 | 0 |
| Japão                                         | 0 | 0 | 0 | 0 | 0 | 0 | 0 | 0 | 3 | 1 |
| W: Tanya Harding (4-0) L: Juri Takayama (1-2) |   |   |   |   |   |   |   |   |   |   |
| Home Run                                      |   |   |   |   |   |   |   |   |   |   |
| nenhum                                        |   |   |   |   |   |   |   |   |   |   |

## Grand Final
23 de agosto 16:00
| Austrália                                                                                          | 0 | 0 | 0 | 0 | 0 | 1 | 0 | 1 | 4 | 1 |
| Estados Unidos                                                                                     | 3 | 0 | 2 | 0 | 0 | 0 | x | 5 | 9 | 0 |
| W: Lisa Fernandez (4-0) L: Tanya Harding (4-1)                                                     |   |   |   |   |   |   |   |   |   |   |
| Home Run                                                                                           |   |   |   |   |   |   |   |   |   |   |
| USA : C.Bustos na 1ª corrida, 2 RBI; C.Bustos na 3ª corrida, 1 RBI; S.Nuveman na 3ª corrida, 1 RBI |   |   |   |   |   |   |   |   |   |   |